# 王善 (永樂進士)
王善（？—？），字師舜，福建福州府侯官人，明朝政治人物、進士出身。

## 生平
永樂三年（1405年），福建乙酉乡试中舉。永樂九年（1411年），登辛卯科進士，授南京刑部主事。宣德年間，升云南布政司左参议，處理云南永宁府土官南八与四川盐井卫土官刺马衝突，被都督沐昂、尚书王骥舉薦，后辭職歸鄉。